# Natale Giulio Tambelli

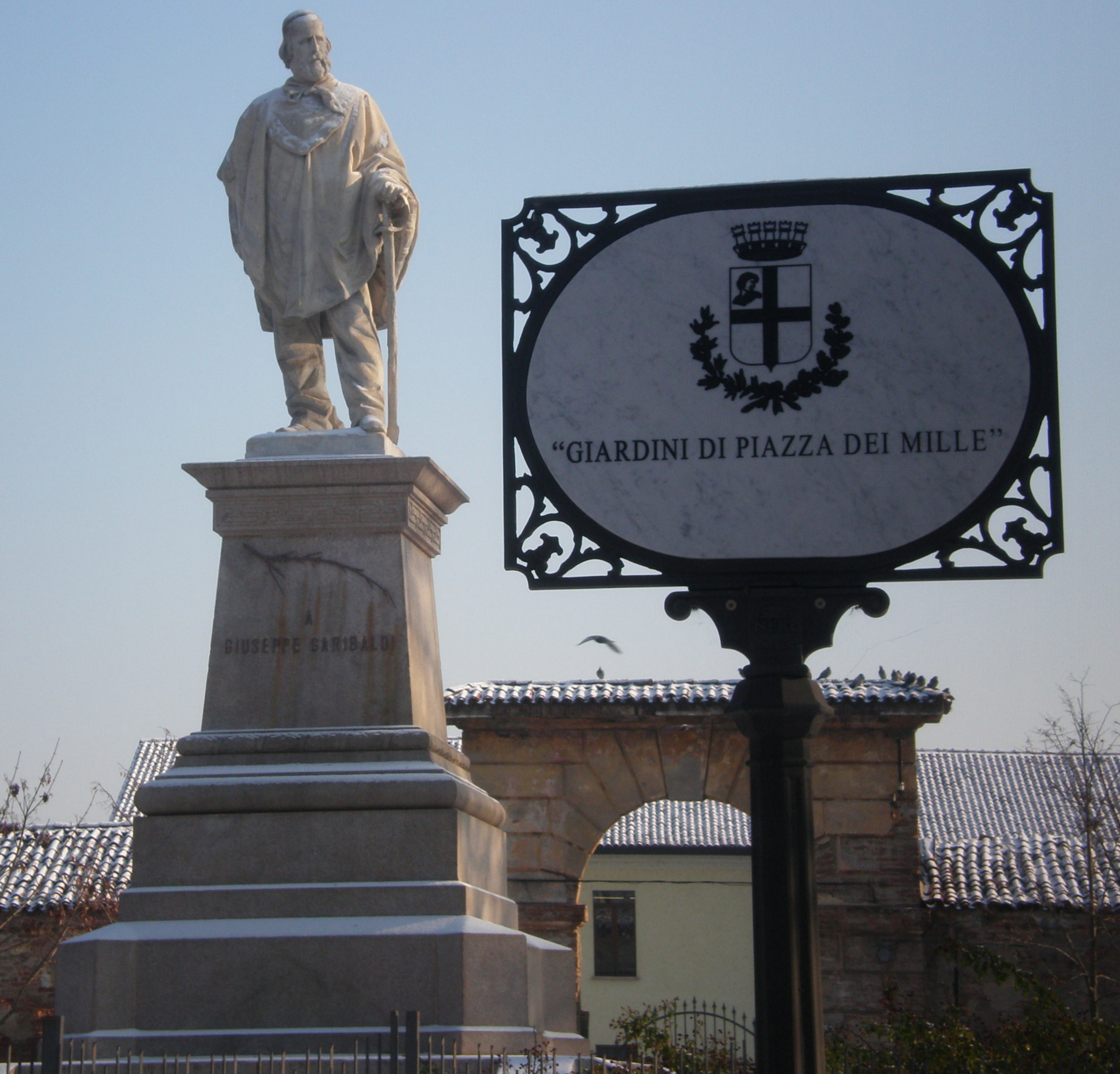
Mantova, monumento a Garibaldi.

Natale Giulio Tambelli (Revere, 10 ottobre 1841 – ...) è stato un patriota italiano, partecipò alla Spedizione dei Mille di Garibaldi.

## Biografia
Nel 1860 entrò tra i Mille di Garibaldi e si distinse nella battaglia del Volturno dell'1-2 ottobre 1860, dove venne nominato luogotenente. Nel 1866 fece parte del Corpo Volontari Italiani. Fu tra i promotori del monumento a Garibaldi eretto nel 1887 a Mantova.